# François Medori
Pour les articles homonymes, voir Medori.
François Medori né le 1er juillet 1986 en Corse est un pilote français professionnel de motomarine (jet-ski).

## Biographie
Il est le fils de Dominique Medori, multiple Champion de France d'Endurance. 
Le 14 août 2003, alors âgé de 17 ans, au guidon d'un Kawasaki ULTRA 150, il réalise le Tour de l'île de Corse, en 5 heures 39, nouveau record dûment homologué devant huissier, battant de 6 minutes le précédent record.

## Palmarès
2023
- Champion du Monde Runabout GP1 UIM

2012
- Champion du Monde Runabout GP1 UIM

2011
- Vice-champion du monde vitesse F1 UIM
- 4ème au championnat du monde KaruJet
- Champion de France vitesse
- 3e championnat de France endurance

2010
- 3e championnat de France vitesse
- Vice champion du monde vitesse UIM

2009
- 3e championnat de France
- 5e championnat du Monde

2008
- 3e championnat de France endurance
- Champion de Corse

2007
- Vice-champion de France endurance

2006
- 3e à Oléron

2005
- 5e à Oléron
- Vice-champion d’Europe

2004
- 4e championnat du Monde à Oléron